# 和服之魅
《和服之魅》（羅馬化：Kol Kimono）是改编自泰国作家彭沙功·钦达瓦塔纳博士的同名奇幻小说，由普朋·彭帕努、阿拉亚·爱尔柏塔·亥盖特及通猜·麦金泰领衔主演的泰国奇幻爱情剧。此剧由泰国电视广播有限公司制作，原定于2014年12月播出，后定于2015年4月16日起在泰国第3电视台播出。

## 演员阵容
- 阿拉亚·爱尔柏塔·亥盖特 饰演 Rindara（Hikari）和Myojo Ojin（七月女神）
- 普朋·彭帕努 饰演 宫川彰（Akira Miyakawa）
- 通猜·麦金泰 饰演 日本天神
- 金塔拉·舒卡芭塔娜 饰演 宫川美纪（Miki Miyakawa）
- 库恩缇拉·约昌 饰演 宫川步美
- 纳塔帕·宁吉拉瓦 饰演 Hitoshi
- 威绍特·汉莫拉

### 客串出演
- 松岛庄汰（英语：Shōta Matsushima）
- 普洛伊·索娜琳 饰演 宫川美纪（少女时期）

## 制作

### 前期制作
2014年，泰国电视广播有限公司首次基于同名小说改编成电视剧。剧本由Natchapheem编写，于2014年4月7日进行试装，当天是同名小说在第42届泰国国家图书周上发行的最后一天。

### 拍摄
该剧于2014年4月24日开机。Journal Entertainment Tribute Co., Ltd.（JET）受泰国电视广播有限公司委托，协调此剧在日本的拍摄工作。JET制作公司审查了剧集内容，将主体拍摄地定于日本九州。此外，JET制作公司获得了日本各地的拍摄许可，与电影委员会合作，并从市和县获得了临时演员和旅游宣传预算。另一方面，该剧的导演也得到了TBS电视台的支持，并与国际交流基金一同为剧组提供翻译、服装等服务。

## 宣传
2015年3月20日，剧组在暹罗百丽宫广场Park Paragon举办了名为“Kol Kimono Japanese Experiences”的电视剧发布会，并在活动展示了原汁原味的日本文化。

## 剧集回响
此剧在2015年播出后，日本媒体追踪报道此剧的拍摄地点，促进了九州旅游业。